# Bacówka PTTK nad Wierchomlą
Bacówka PTTK nad Wierchomlą im. Stanisława Nowaka – górskie schronisko turystyczne Polskiego Towarzystwa Turystyczno-Krajoznawczego położone w Beskidzie Sądeckim, na bocznym grzbiecie pasma Jaworzyny Krynickiej pomiędzy Runkiem i Pustą Wielką, na wysokości 895 m n.p.m., na rozległej polanie nad Wierchomlą, której stoki opadają do doliny Małej Wierchomlanki. Z polany rozciągają się widoki na pasmo Radziejowej i – przy dobrej widoczności – na Tatry.

## Historia
Bacówkę otwarto uroczyście 15 października 1978. Inicjatorem budowy był działacz krynickiego oddziału Polskiego Towarzystwa Turystyczno-Krajoznawczego, Stanisław Nowak. Mieści się ona w przebudowanym spichlerzu, który przeniesiono ze Złockiego (stąd nietypowa dla bacówek architektura).
W 1994 nadano bacówce imię Stanisława Nowaka. W 2011 obiekty poddano poważnemu remontowi i rozbudowie: dach pokryto blachodachówką, od strony południowo-zachodniej dobudowano obszerny taras widokowy, wykonano nową kuchnię i suszarnię turystyczną, a także zbudowano oczyszczalnię ścieków. Na dachu zamontowano kolektory słoneczne. Obiekt należał do Klubu Bacówkarza.
Przy schronisku znajduje się Fiński Domek i Moskałówka. W pobliżu znajduje się rezerwat przyrody Lembarczek, w którym objęto ochroną buczynę karpacką. Ok. 1,5 km od bacówki znajduje się stacja narciarska Stacja Narciarska Dwie Doliny Muszyna-Wierchomla.

## Oferta
Bacówka posiada 26 miejsc noclegowych w pokojach od 2- do 4-osobowych; dodatkowo w Fińskim Domku 12 miejsc i w Moskałówce 2 miejsca w sezonie letnim.

## Galeria

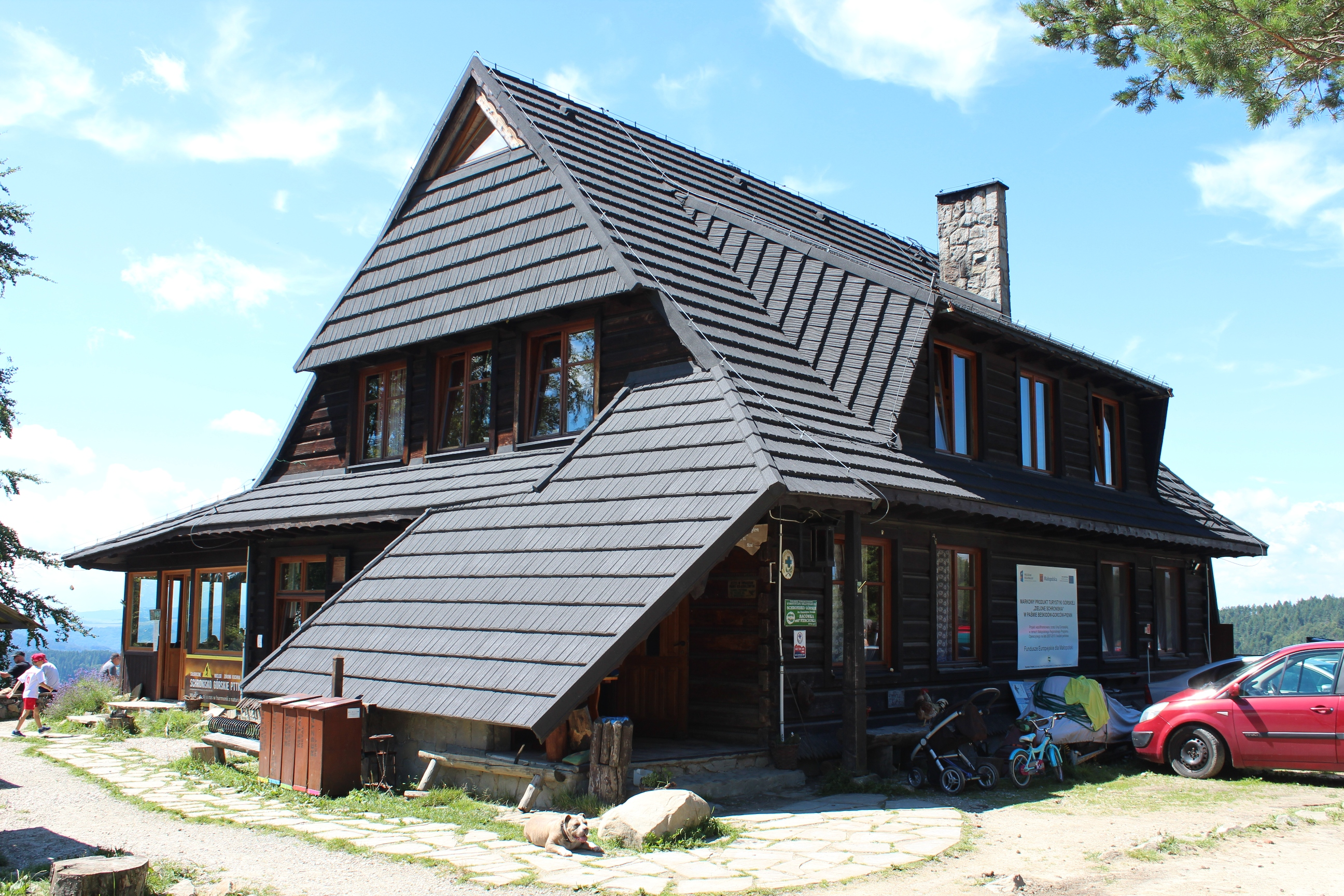
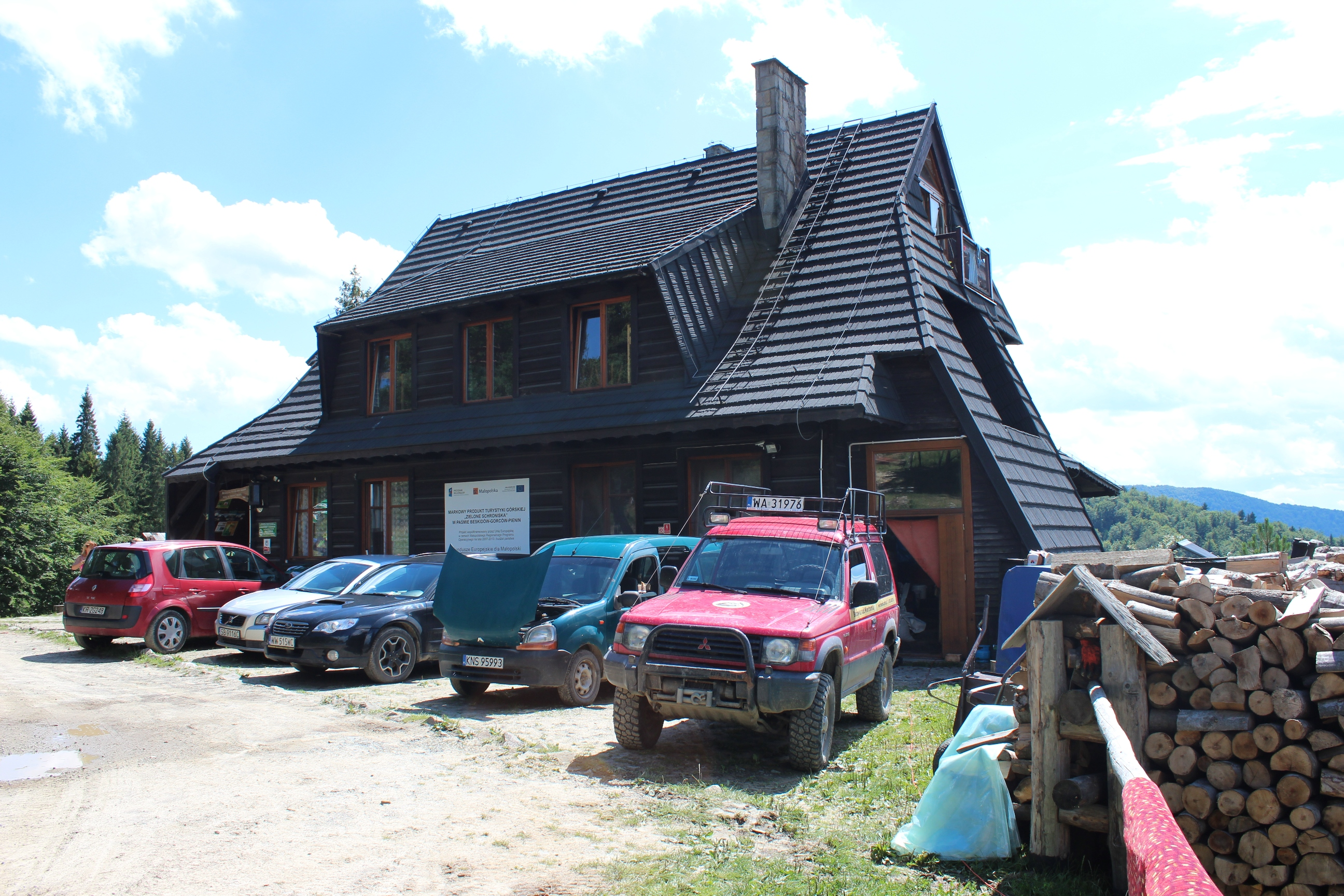
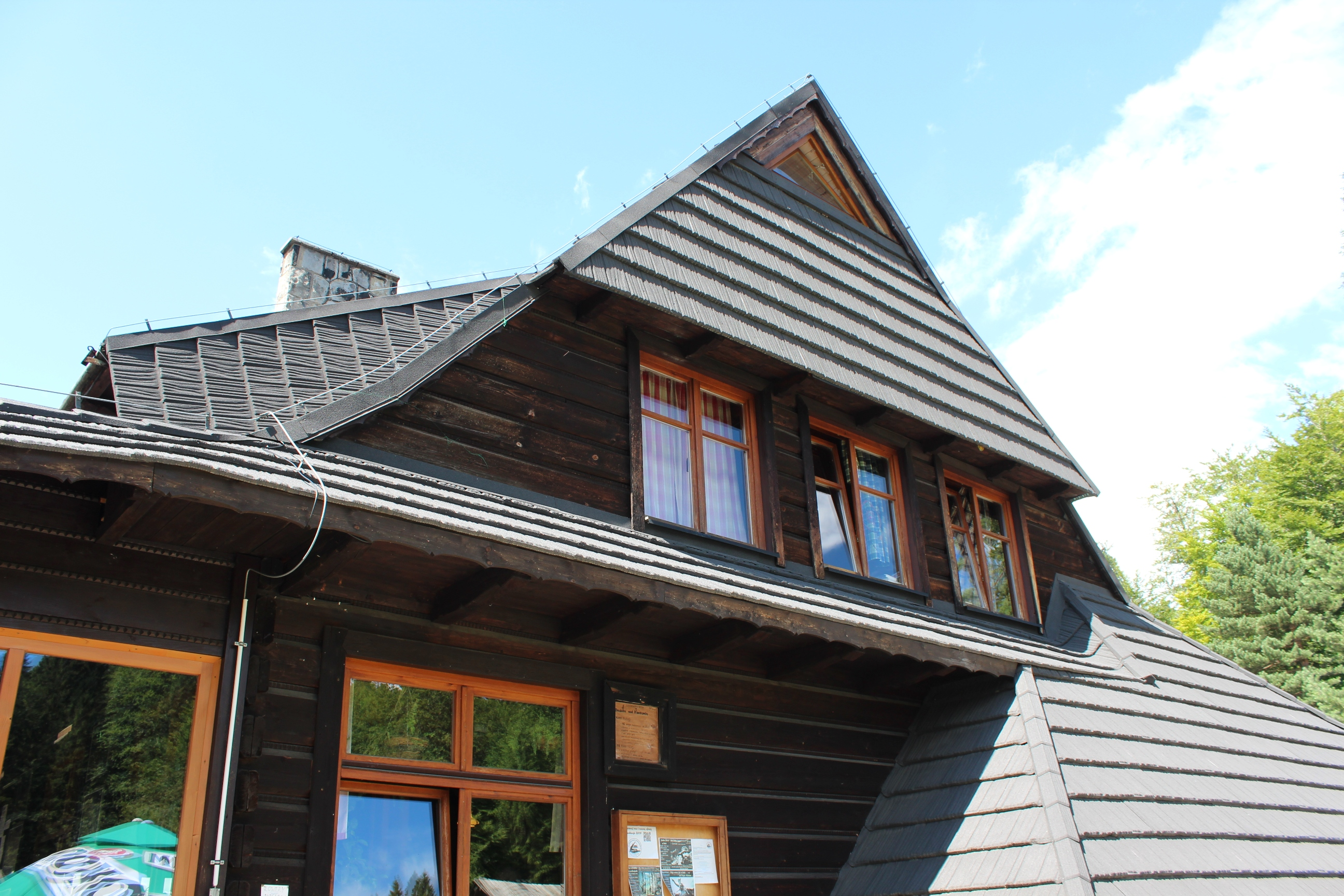
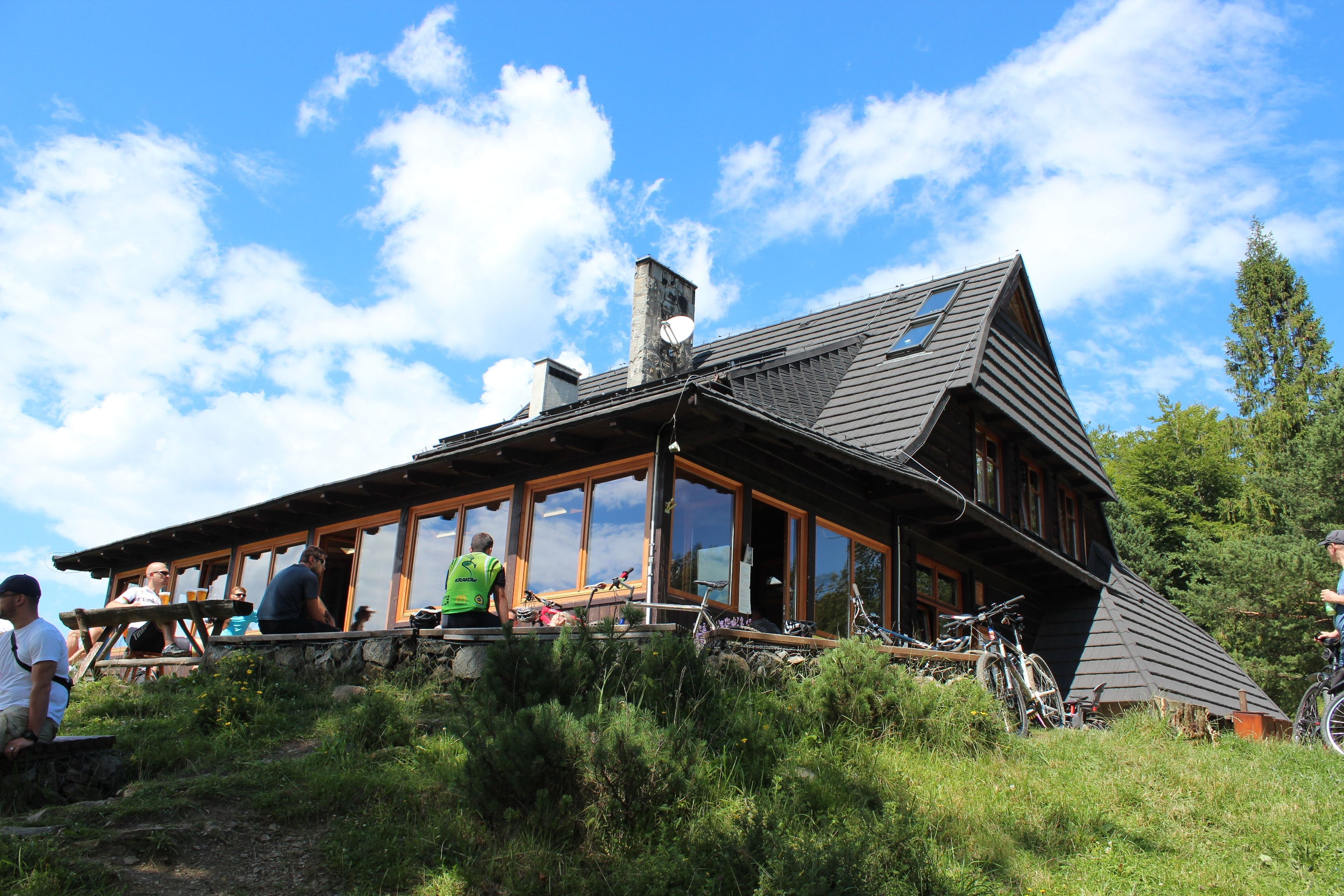
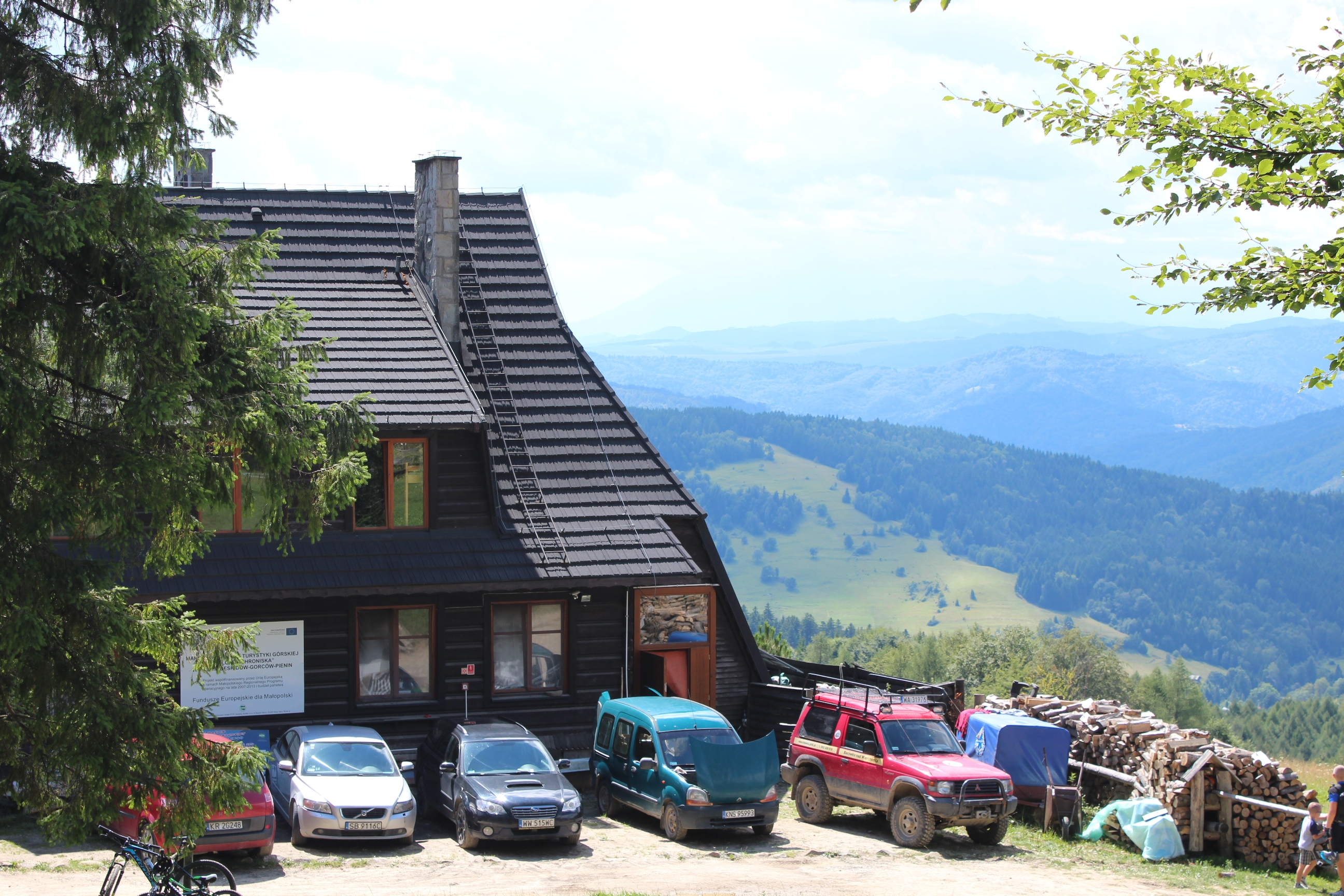
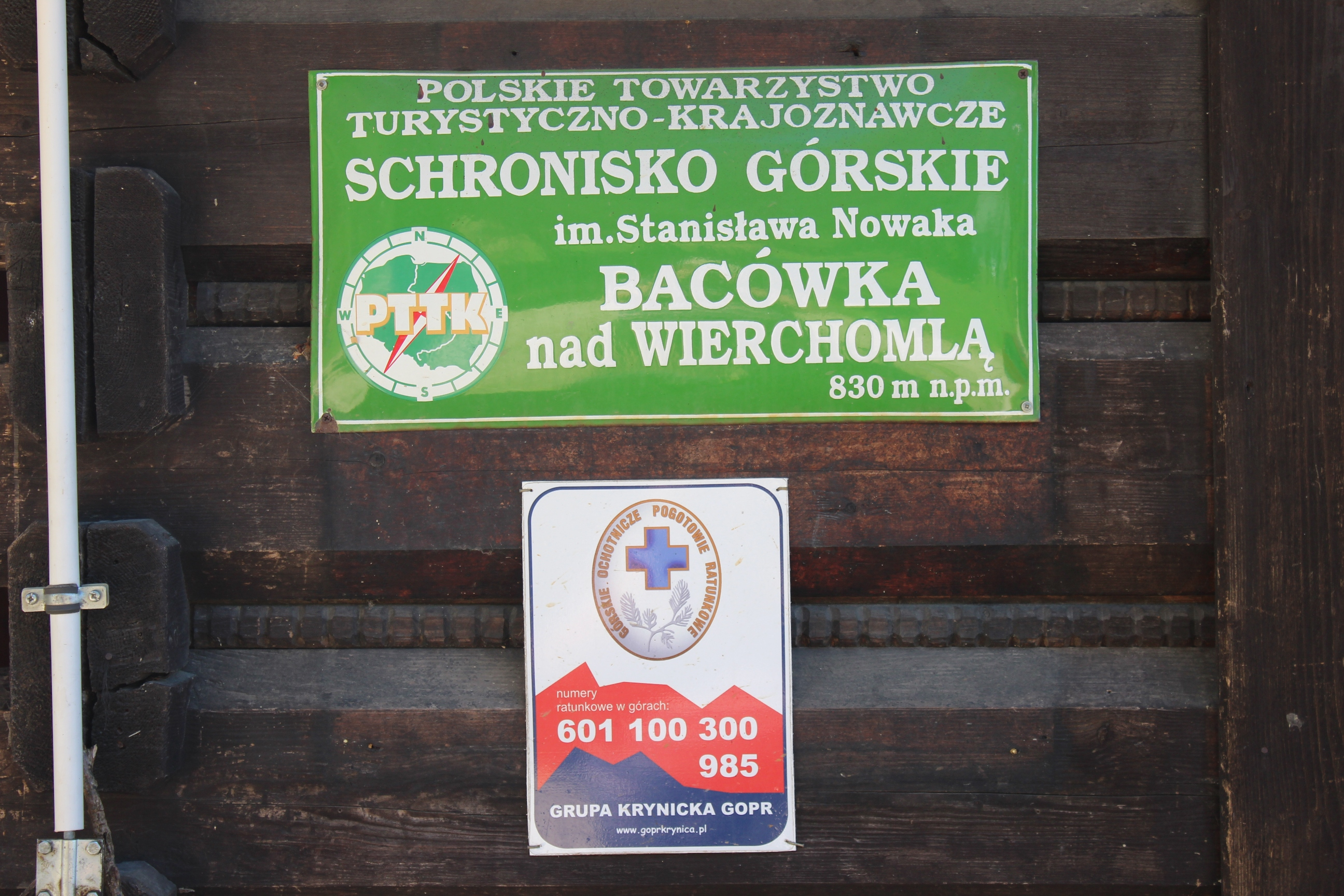
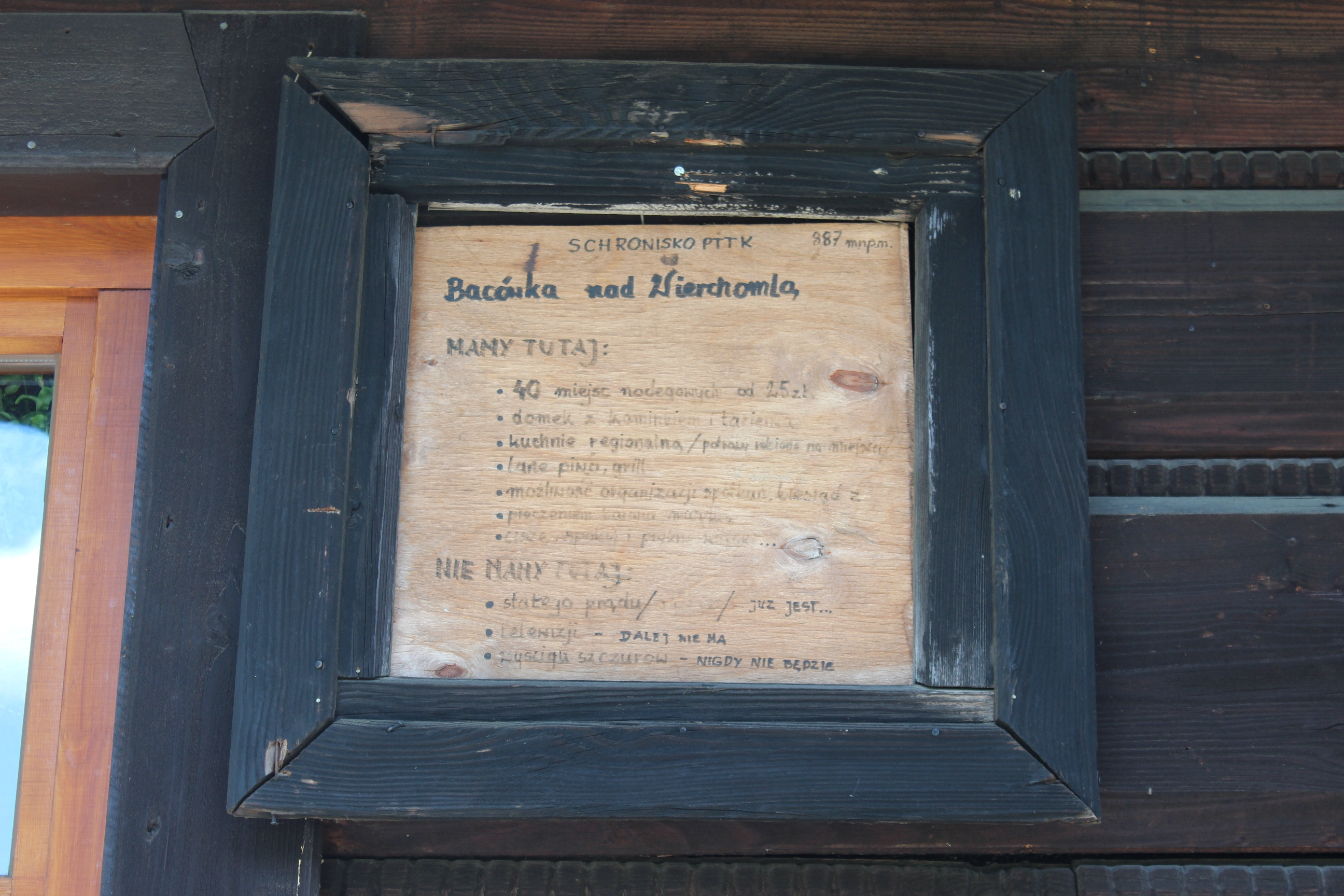
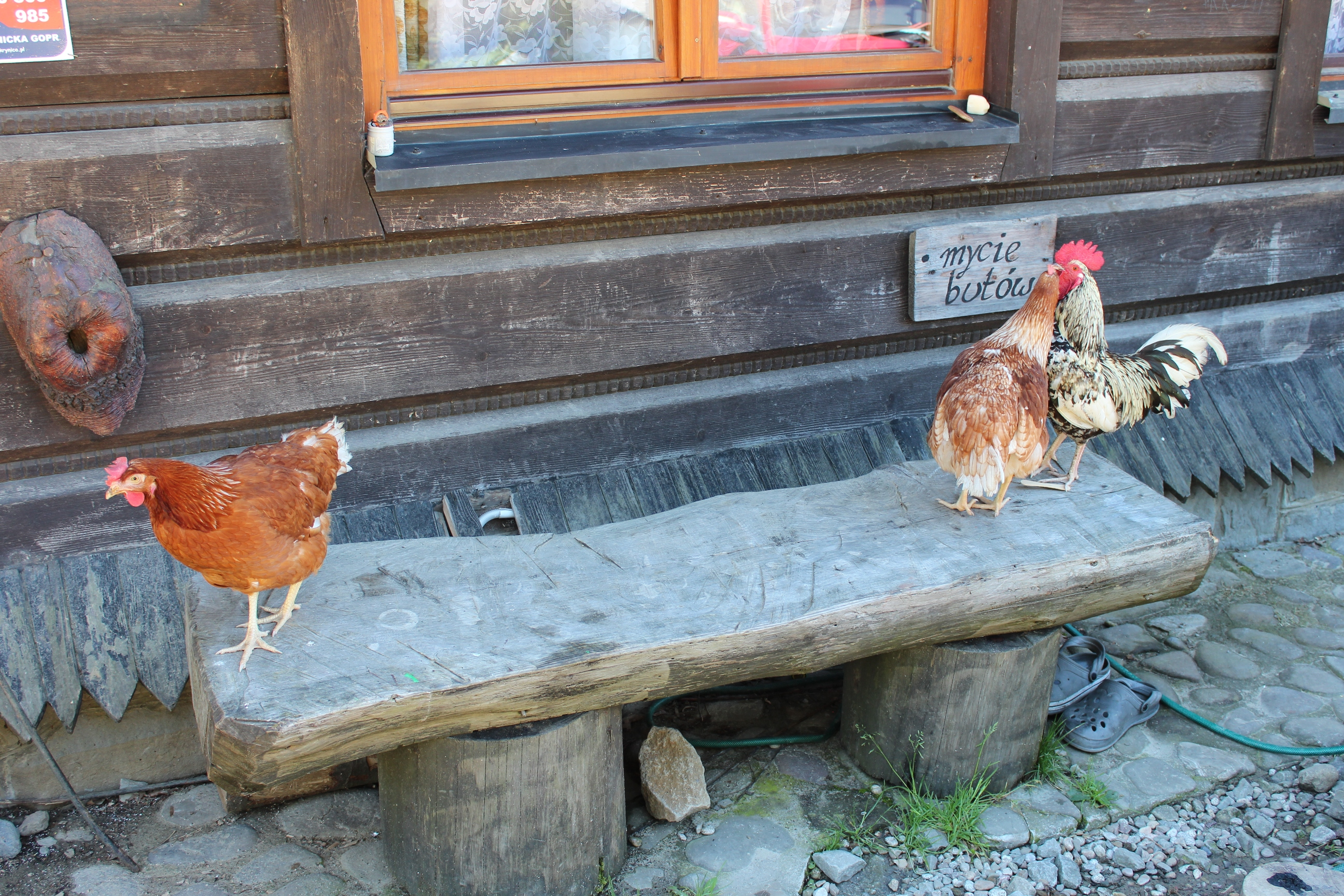
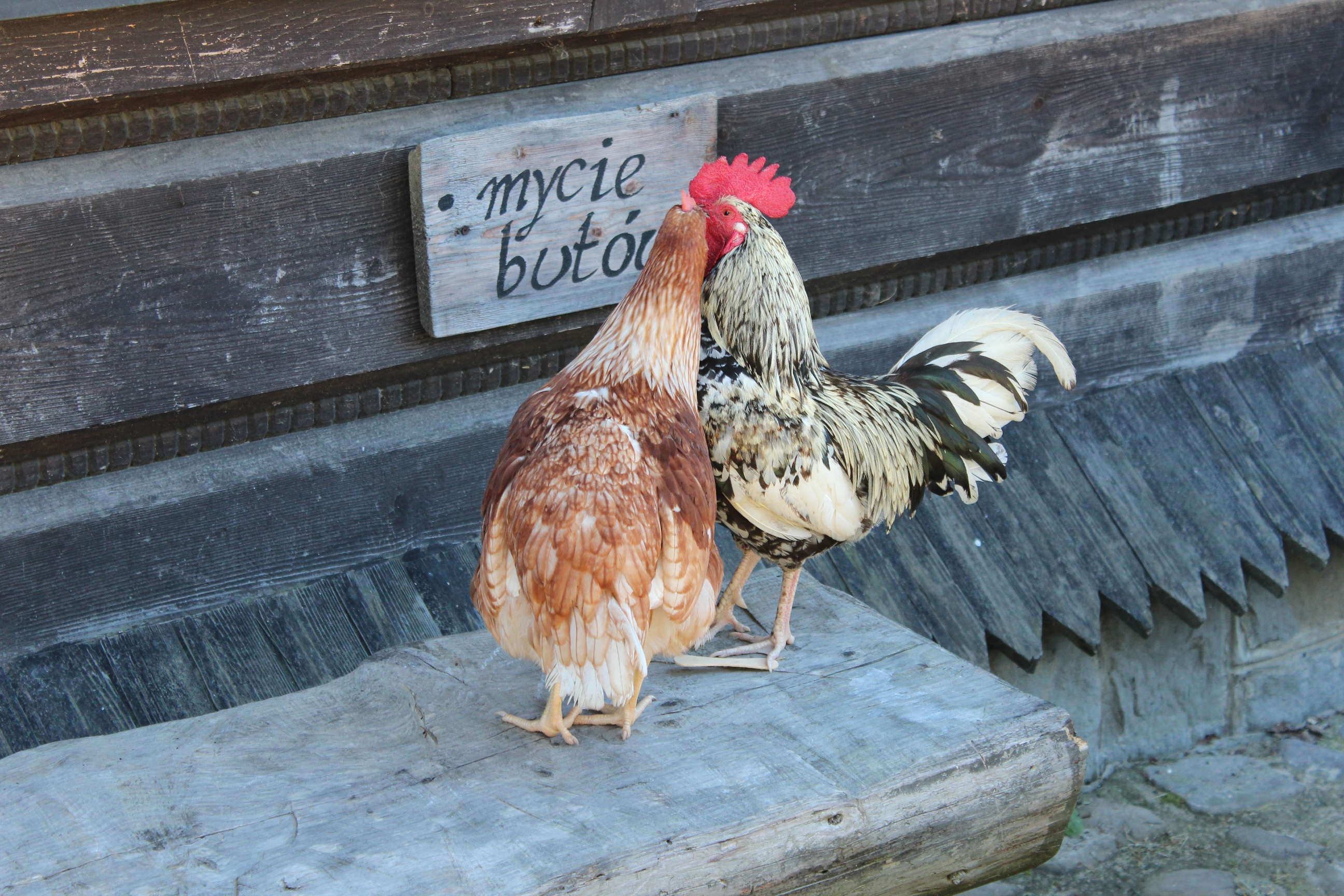
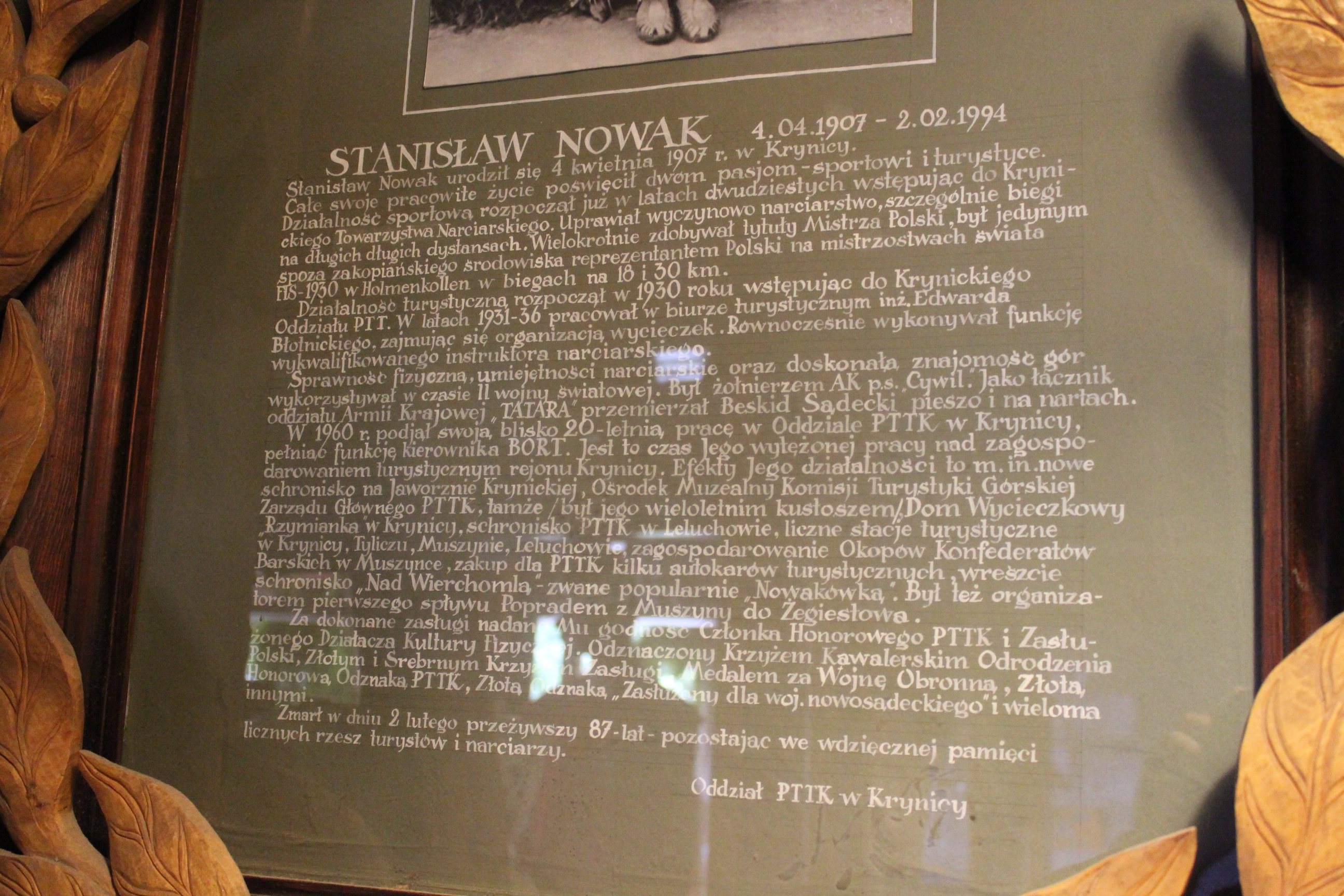
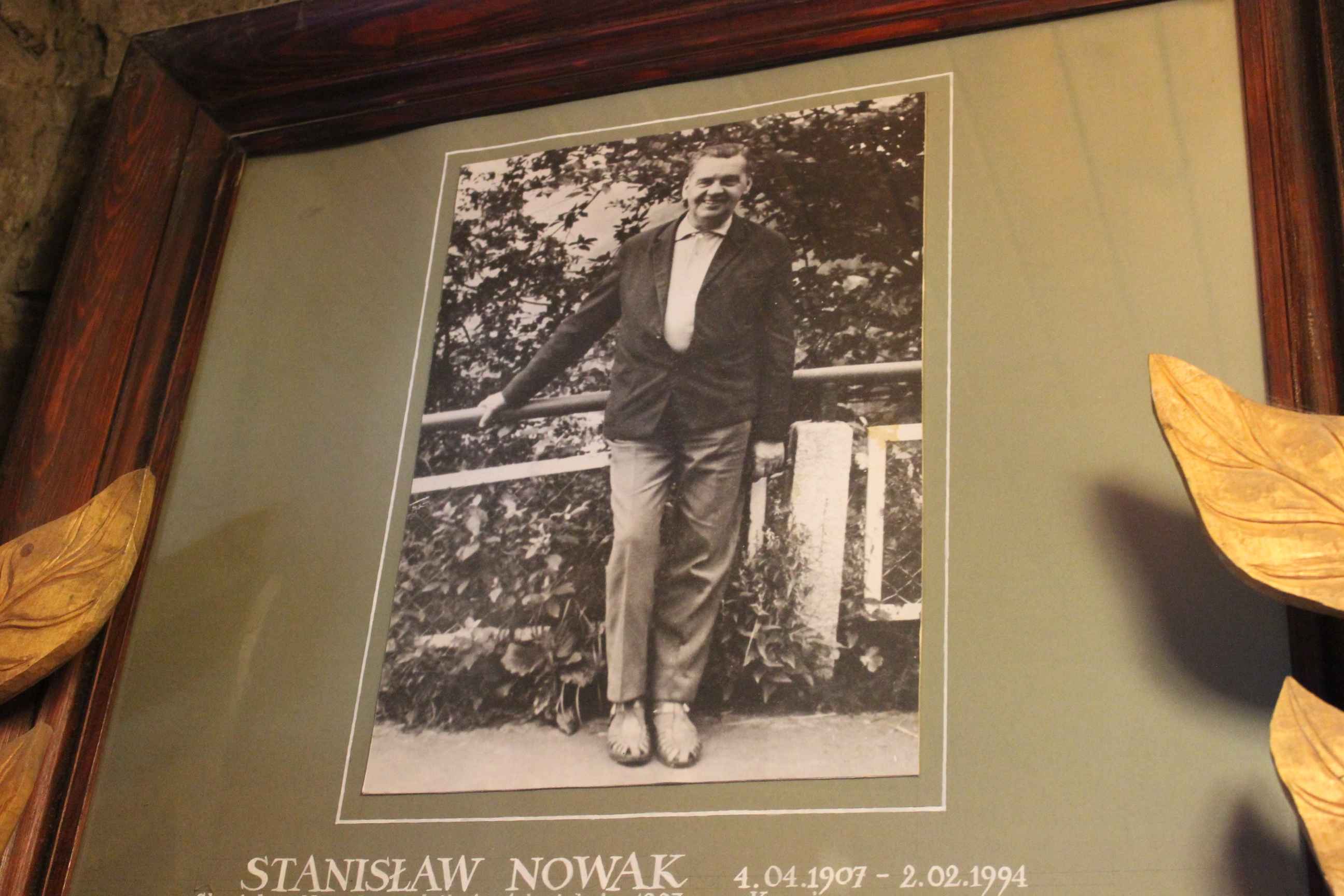
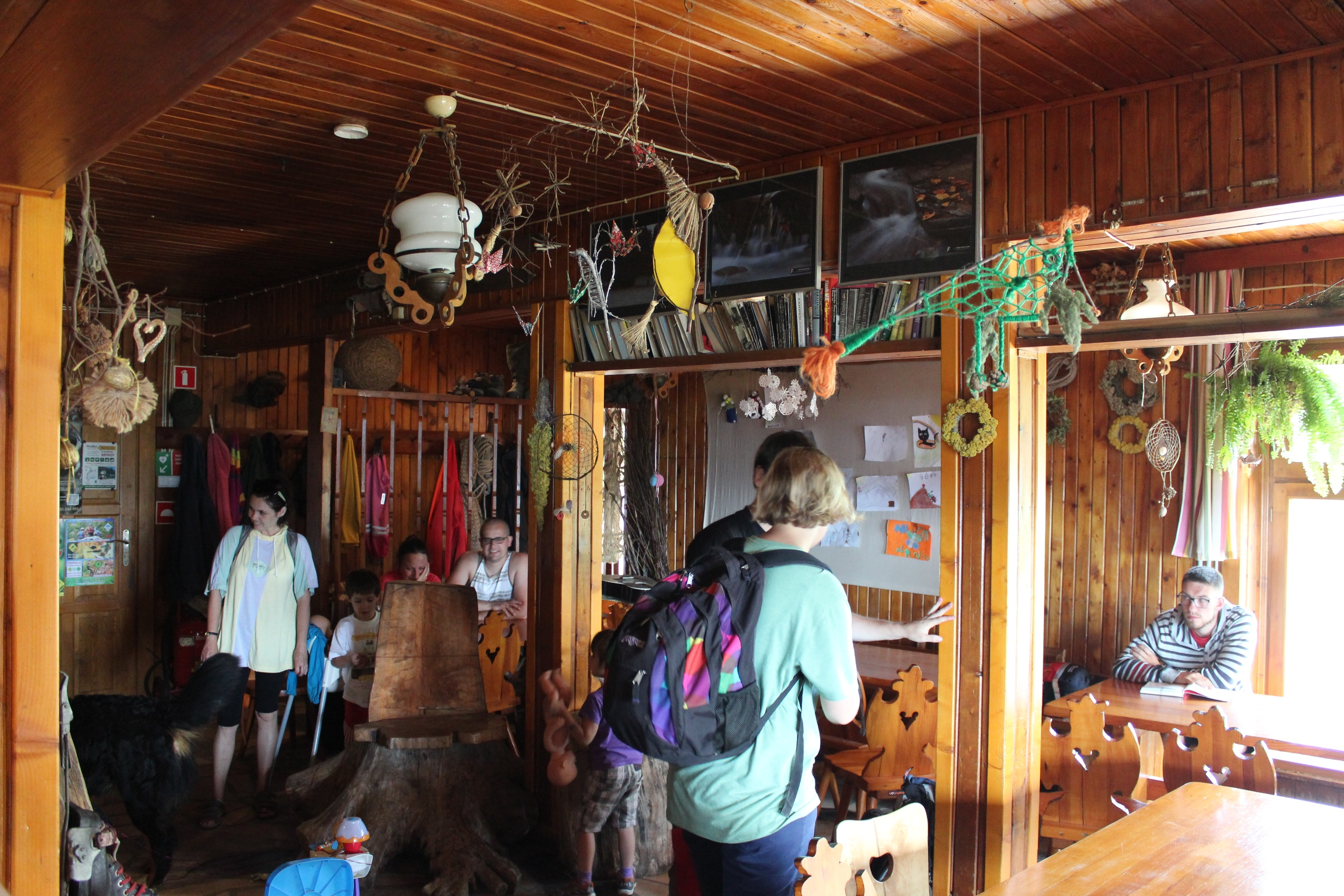
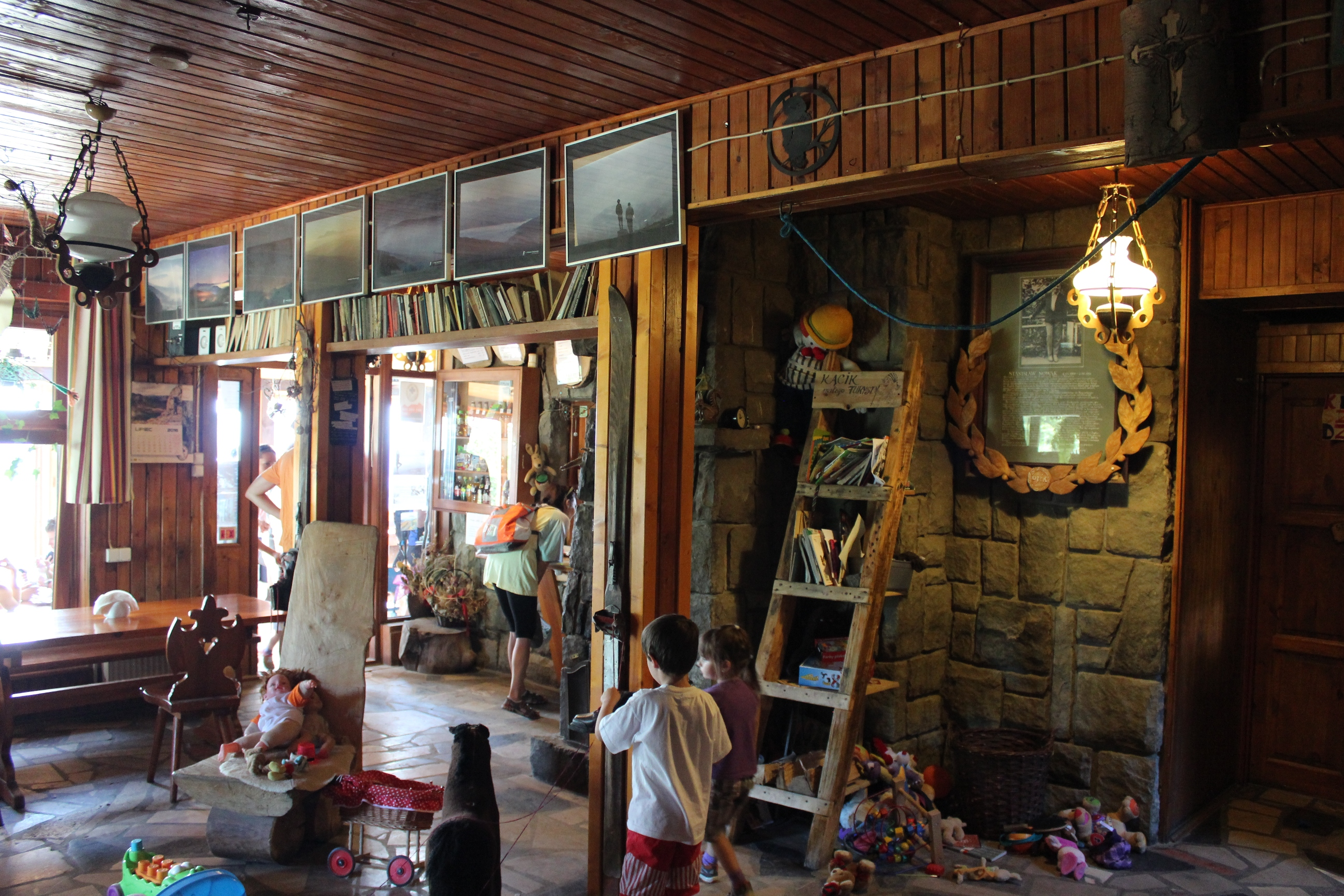
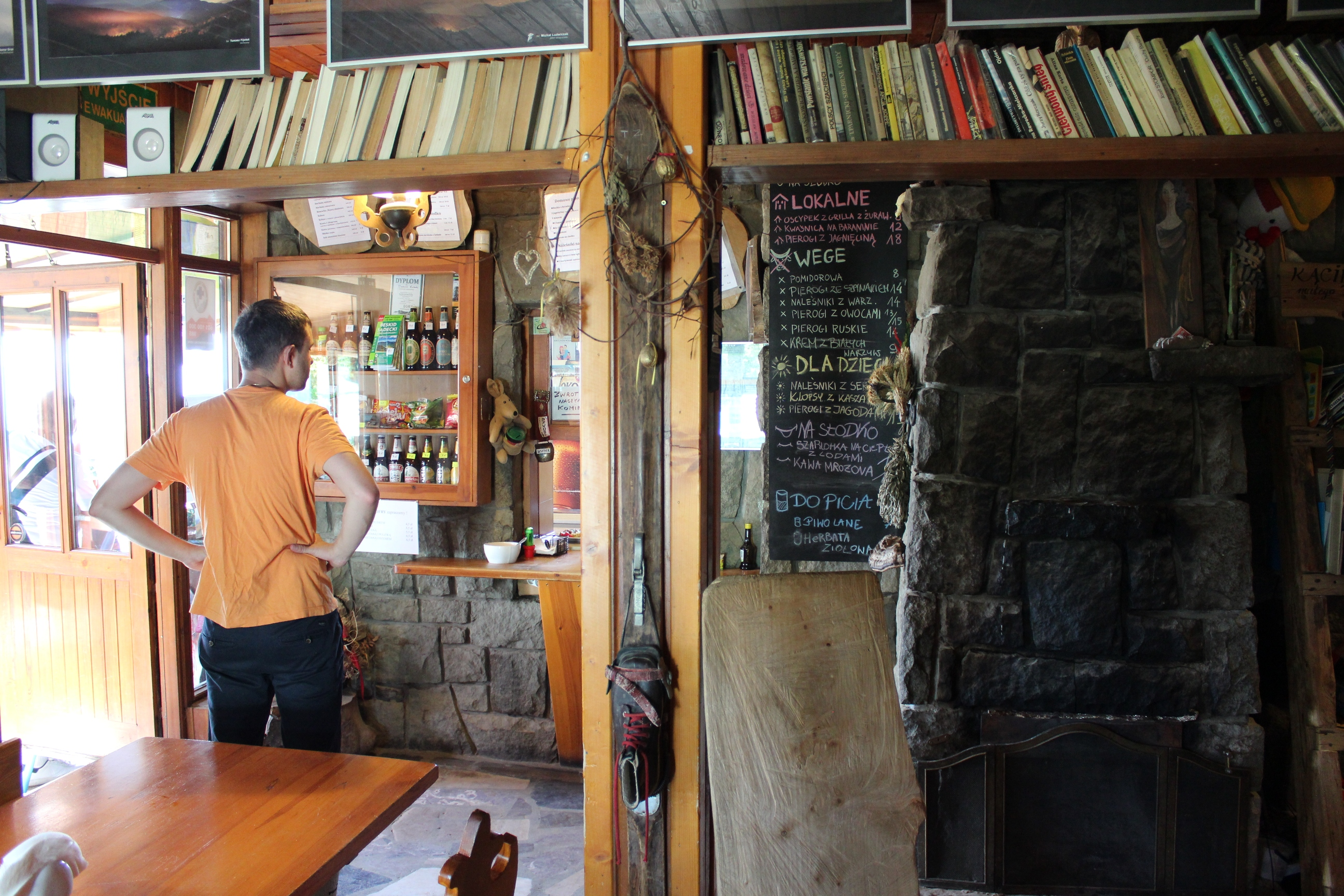
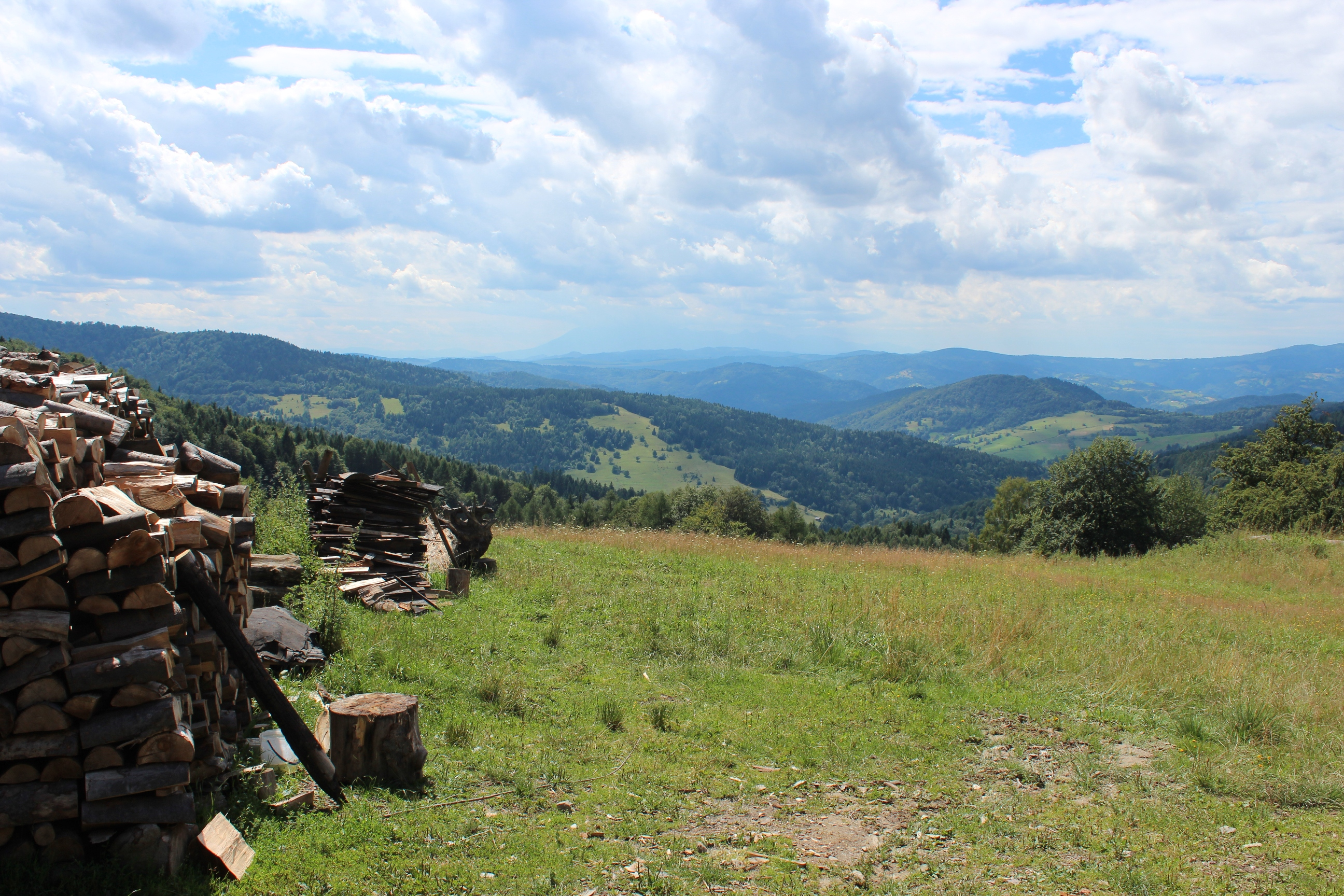
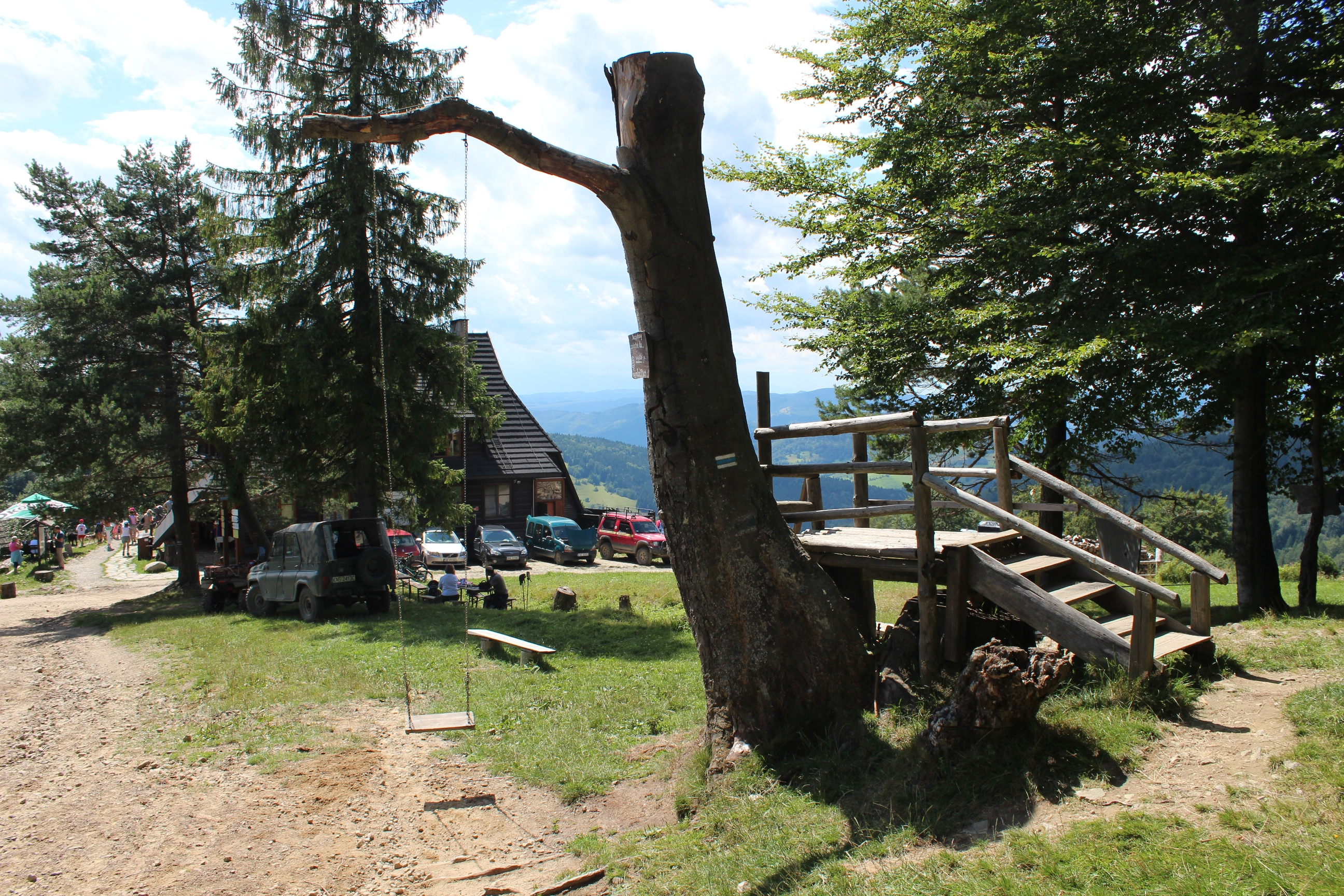
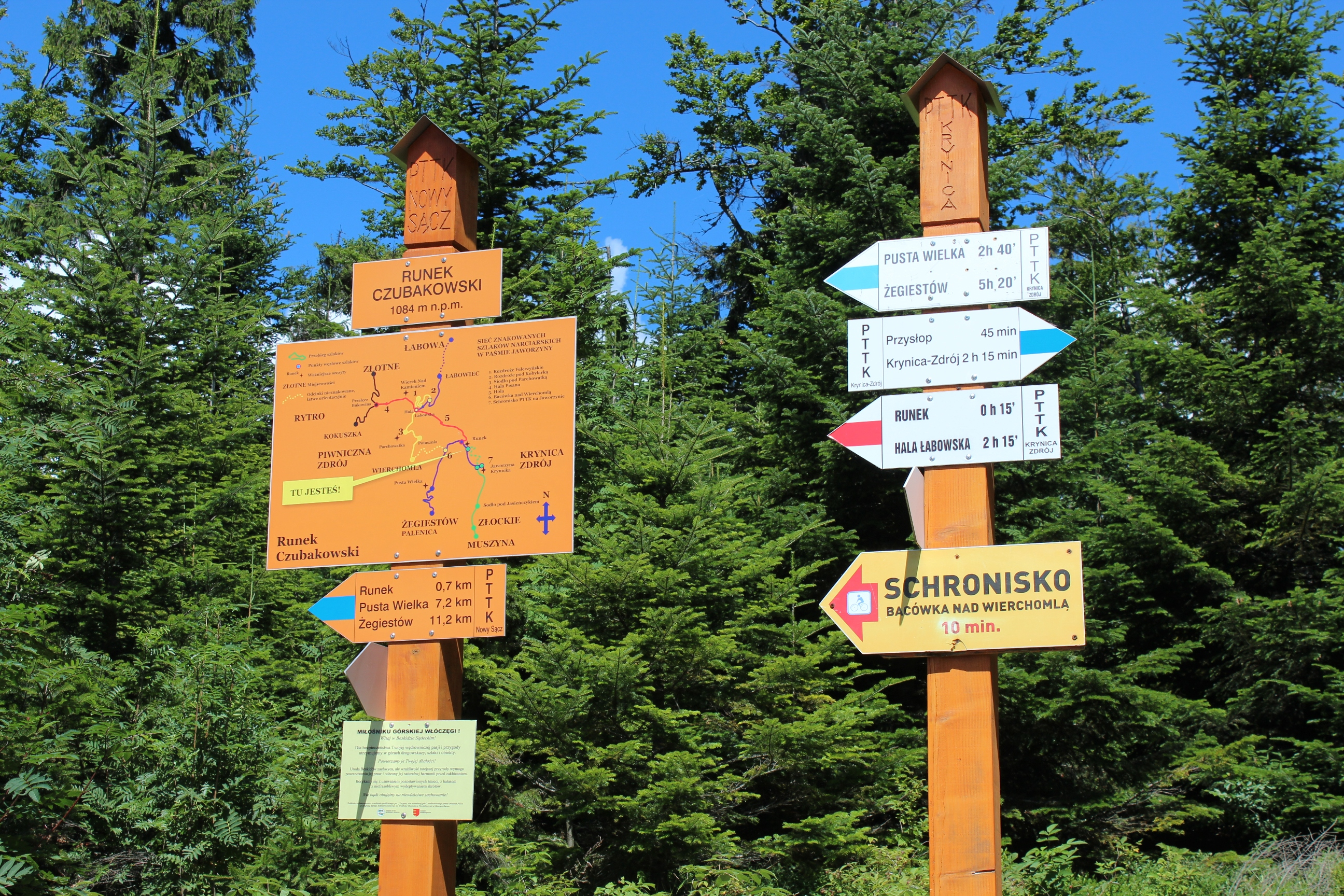
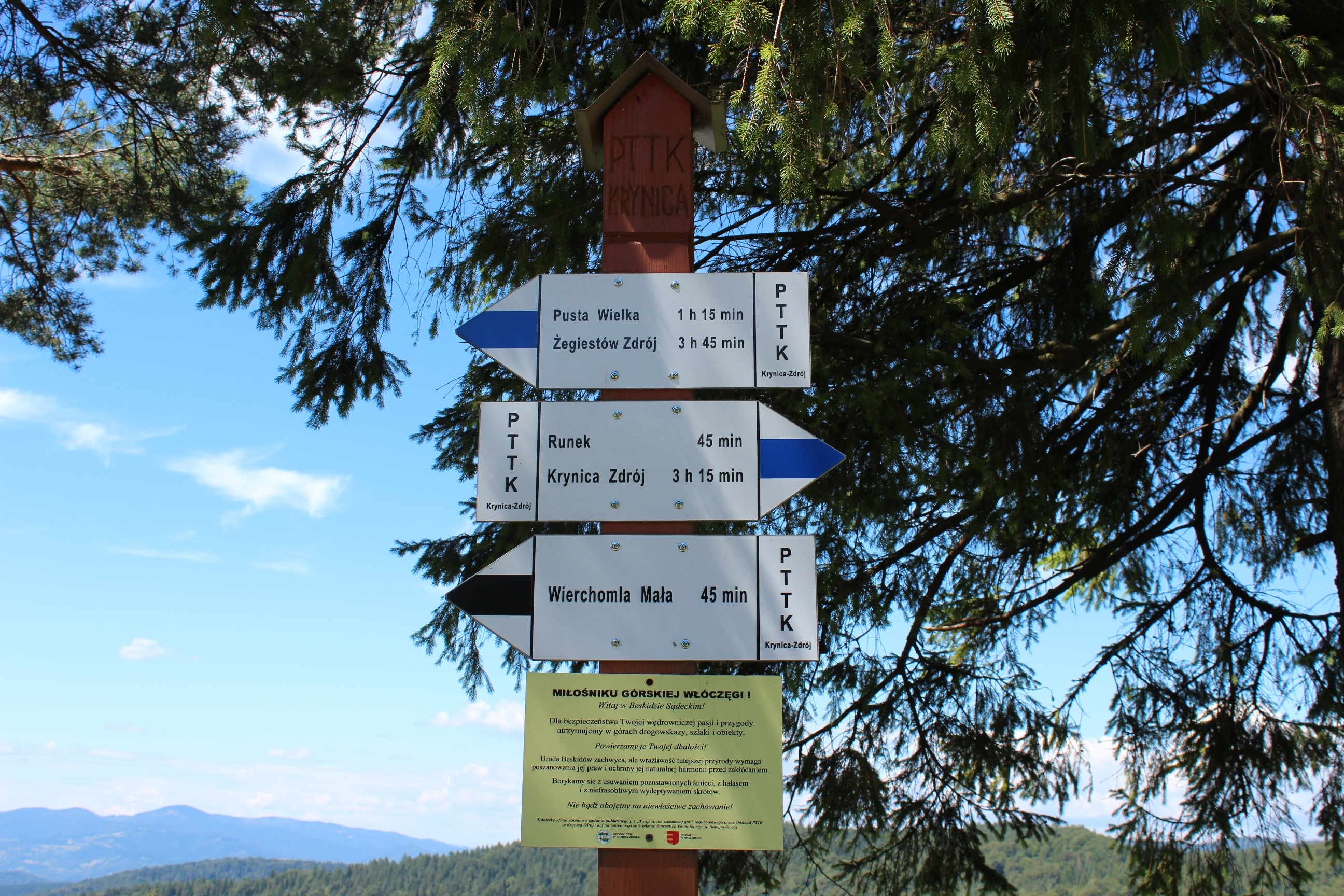
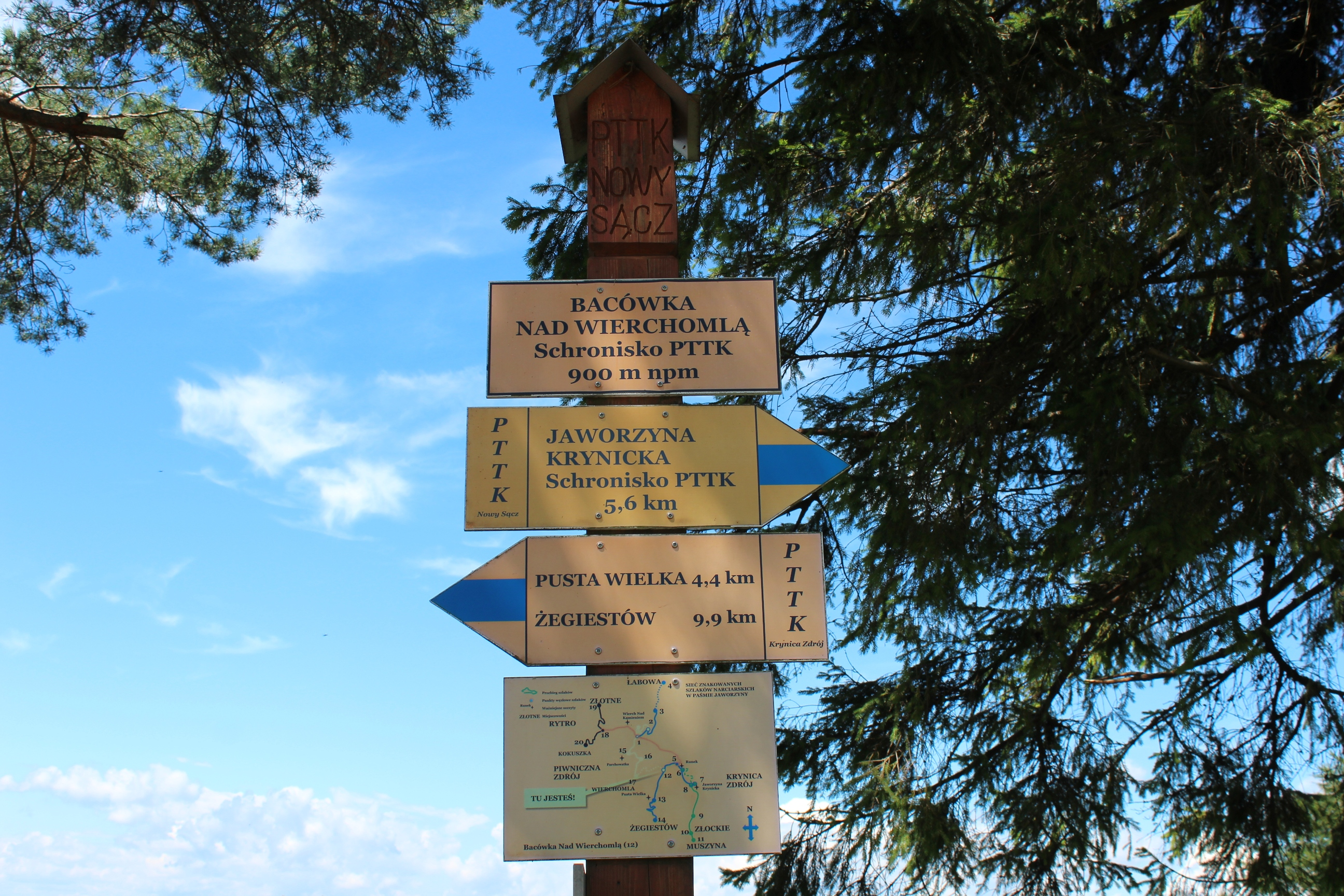
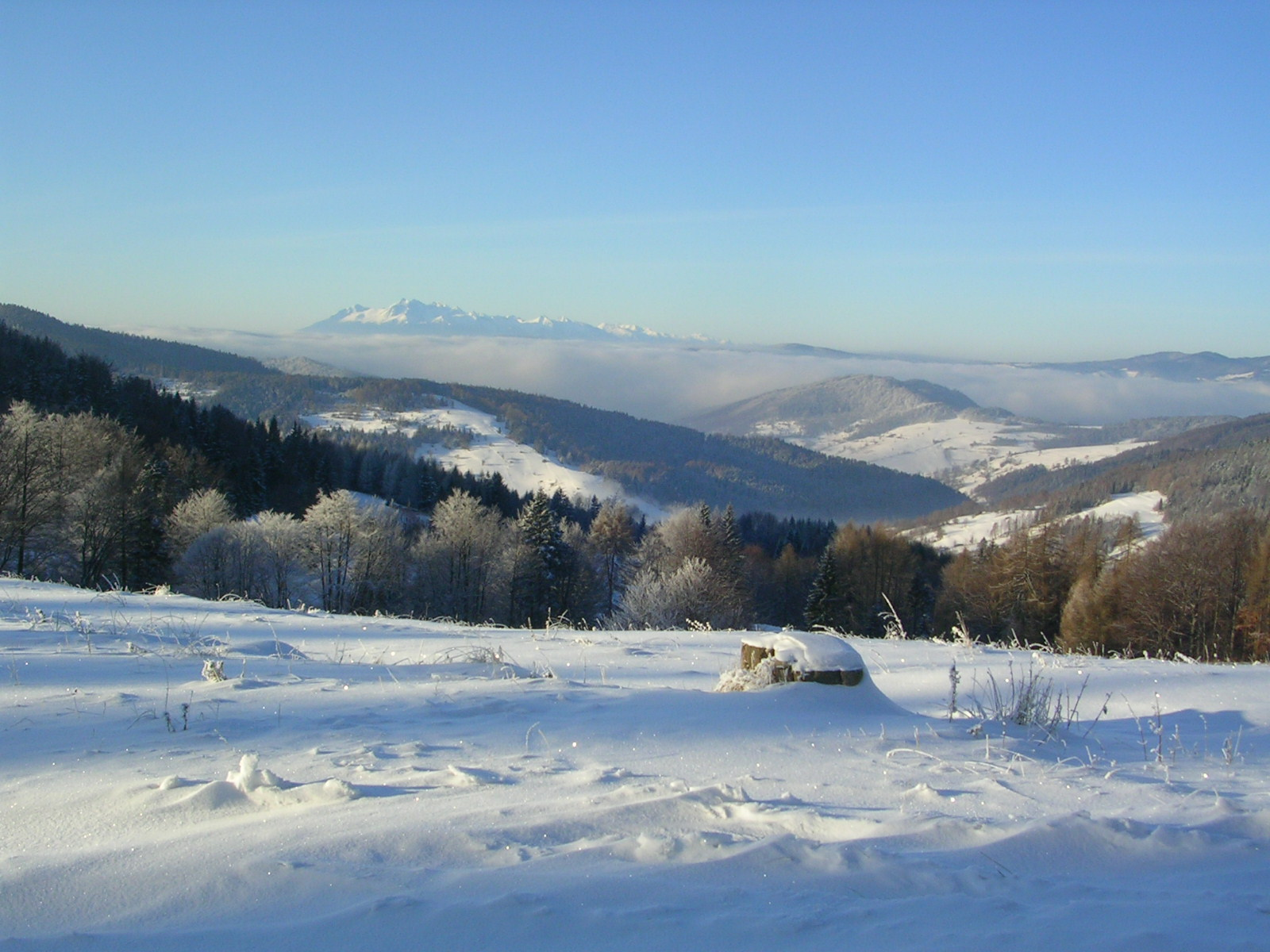

## Szlaki turystyczne
– z przystanku PKS w Wierchomli Małej – 1.30 godz, 0.45 godz. 

 – z Żegiestowa Zdroju (PKP i PKS) przez Pustą Wielką – 5 godz, 3 godz. 

 – od schroniska na Jaworzynie Krynickiej przez Runek – 1.50 godz, 2.30 godz. 

 – od schroniska na Łabowskiej Hali przez Runek – 3 godz, 3.15 godz. 

 – z Żegiestowa przez Pustą Wielką i Jaworzynkę – 5 godz, 3.30 godz. 

 – od przystanku PKS w Szczawniku przez Jaworzynkę – 3 godz, 2.30 godz. 

 – rowerowy z Wierchomli Wielkiej szosą, potem wschodnimi stokami Gaborówki, Lembarczka, obok Bacówki nad Wierchomlą, główną granią Pasma Jaworzyny (Runek – Hala Łabowska) do Maciejowej